# 樋口啓太
樋口 啓太（ひぐち けいた、1988年 - ）は、日本の研究者、経営者。博士（学際情報学）。醸燻酒類研究所創業者。元東京大学生産技術研究所特任講師。専門はHCI（ヒューマン・コンピューター・インタラクション）とCV（コンピュータービジョン）。

## 人物・経歴
新潟県十日町市生まれ。新潟県立十日町総合高等学校卒業。金沢工業大学工学部情報工学科卒業。東京大学大学院学際情報学府総合分析情報学コース修士課程・博士課程修了。
暦本純一研究室の先輩に玉城絵美が、後輩に落合陽一がいる。2010年未踏本体クリエータ。東京大学生産技術研究所にて特任教員を務めた。
現在は株式会社プリファード・ネットワークスにリサーチャーとして勤務。
大学院在学中及び大学教員時代に三度のアメリカ留学を経て、アメリカのクラフトビール文化に魅了され、日本に自由なスタイルのビール文化を浸透させたいと思い、岩田貴之とともに2019年に地元・十日町市に醸燻酒類研究所（ジョークンビールラボ）を共同創業。